# Razula
Razula je národní přírodní rezervace, která se nachází ve Velkých Karlovicích, pod severními svahy Lemešné v pramenném vějíři potoka Hanzlůvky. Oblast je chráněná z důvodu výskytu porostu jedle a buku v polesí Podťatý o stáří přes 170 let pralesovitého charakteru s výskytem vzácných rostlin a živočichů. Oblast spravuje AOPK ČR Správa CHKO Beskydy.
Oblast pralesa je významnou mykologickou lokalitou, kde bylo pozorováno 210 druhů makroskopicky rozlišitelných hub.

## Galerie

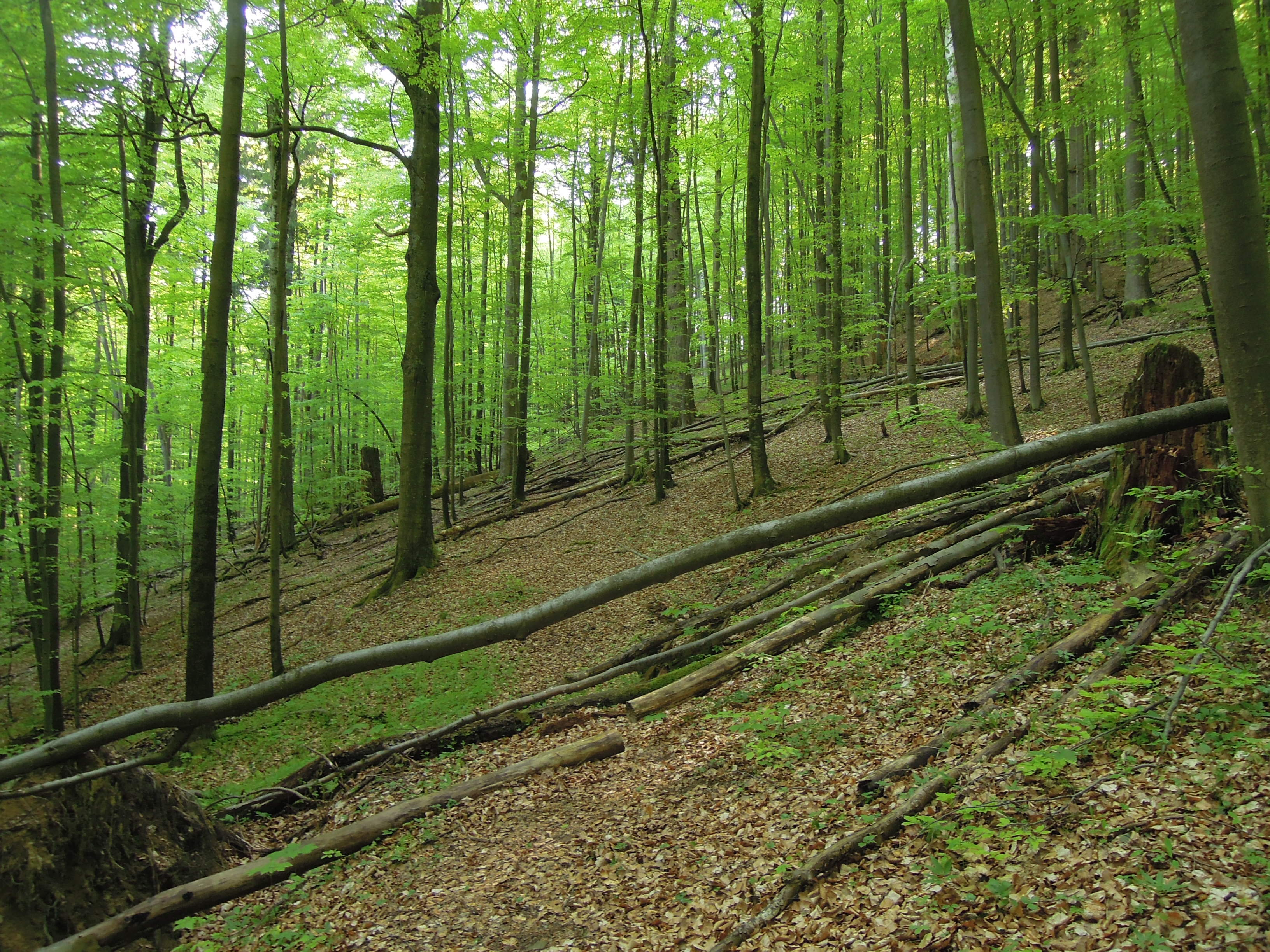
Národní přírodní rezervace Razula
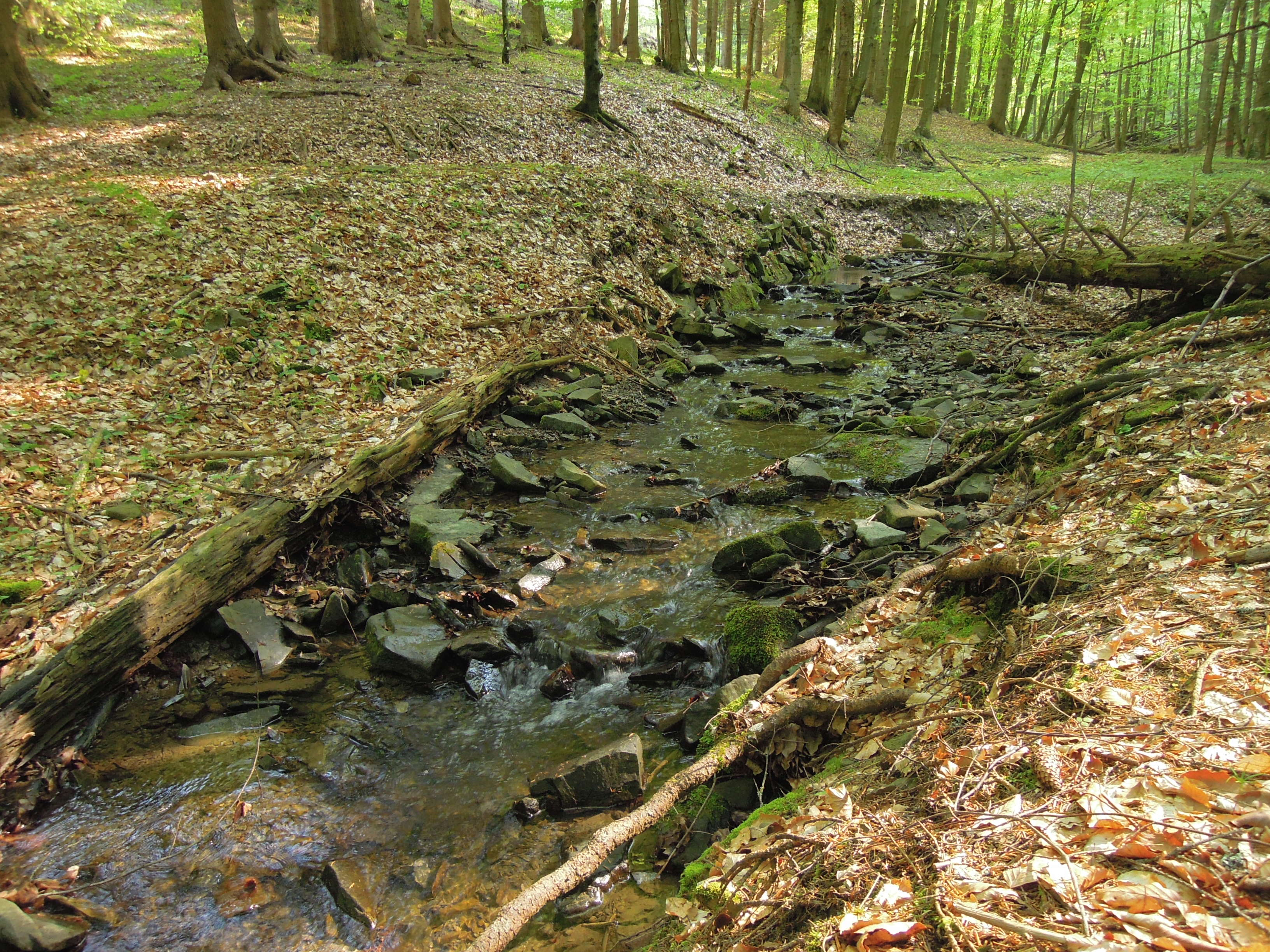
Potok Malá Hanzlůvka
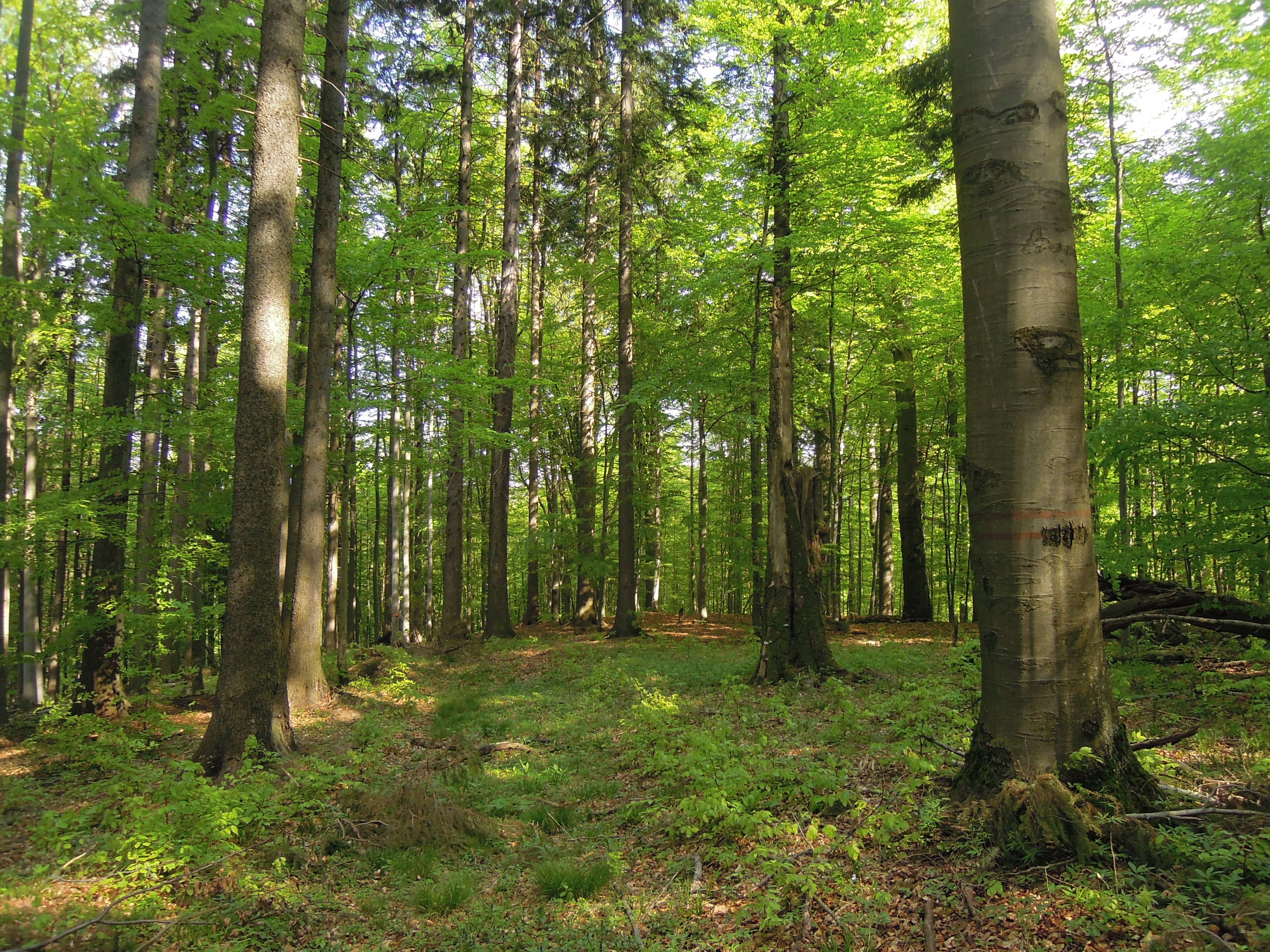
Prales Razula